# Spandauer Volksblatt

Aktuelles Logo

Das Spandauer Volksblatt ist ein Berliner Anzeigenblatt, das aus der ehemaligen Tageszeitung Spandauer Volksblatt und dem Anzeigenblatt Spandauer Anzeiger (gegründet um 1970) hervorgegangen ist. Es erscheint als Regionalausgabe der Anzeigenzeitung Berliner Woche für den Bezirk Spandau. Die Berliner Woche erscheint in allen zwölf Berliner Bezirken – wöchentlich mit einer Auflage von 1,29 Millionen Exemplaren.

## Anfänge
Nach dem Zweiten Weltkrieg begründete Erich Lezinsky (1886–1952) eine neue Zeitung für den Berliner Bezirk Spandau. Bis 1933 hatte Lezinsky bereits bei der lokalen SPD-Parteizeitung Volksblatt gearbeitet. Nach langwierigen Bemühungen erhielt der politisch unbelastete Lezinsky von der britischen Militärregierung die Lizenz für eine Tageszeitung – als einer der ersten Deutschen nach dem Krieg. Die erste Ausgabe erschien am 5. März 1946. Die ersten Auflagen der drei Mal wöchentlich erscheinenden Zeitung mit vier bis sechs Seiten umfassten 10.000 bis 20.000 Exemplare. Im Abonnement war das zunächst eher liberal eingestellte Volksblatt ab Mai erhältlich. Täglich außer montags – wie in West-Berlin jahrzehntelang üblich – wurde das Blatt ab September 1946 auf den Markt gebracht. Bei der Namensgebung verschmolz Lezinsky den SPD-Titel Volksblatt mit dem bürgerlichen Vorgängertitel Spandauer Zeitung des Verlegers Anton Stückrath zu Spandauer Volksblatt.

## Geprägt durch die Verlegerfamilie

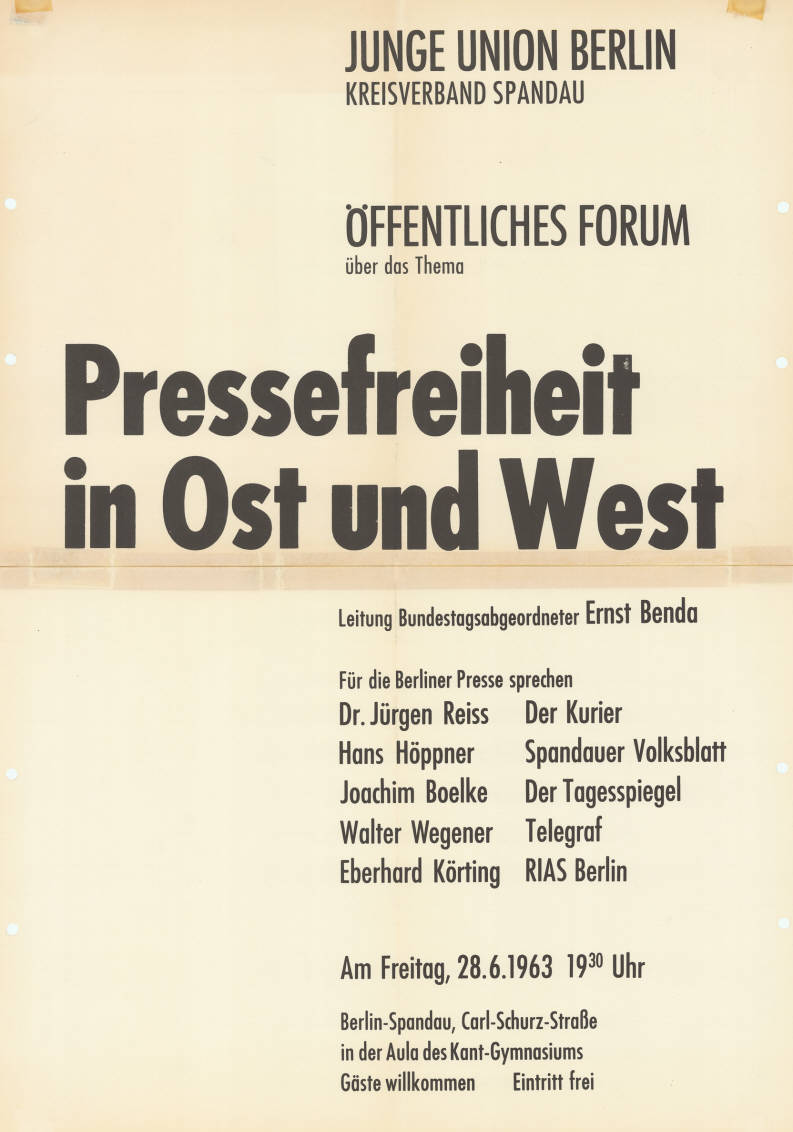
Chefredakteur Höppner diskutiert mit Kollegen, Moderator: Ernst Benda, 1963

Nach Erich Lezinskys Tod übernahmen seine Ehefrau Margarete und sein Sohn Kurt 1952 die Verlagsgeschäfte zusammen mit wechselnden Geschäftsführern. Als beide 1967 verstarben, führte seine Witwe Ingrid Lezinsky (geborene Metzler) die Geschäfte weiter. Sie heiratete 1970 den Schauspieler und Coca-Cola-Manager Joachim Below. In den 1970er Jahren gab der Verlag jährlich den Spandauer Almanach heraus. Nach dem Tod Belows im Jahr 1987 übernahmen Ingrid Below-Lezinsky und Sohn Rainer die Führung des Verlagshauses. Der zweite Sohn Olaf Lezinsky arbeitete seit 1991 in der Anzeigenabteilung mit.
Nachdem viele Zeitungen in West-Berlin hatten aufgeben müssen (Der Abend, Der Telegraf, Nachtdepesche), wagte der Erich-Lezinsky-Verlag den Schritt über Spandau hinaus auf den gesamten West-Berliner Zeitungsmarkt. Ab 1981 nannte man sich Spandauer Volksblatt Berlin. Zehn Jahre später wurde die Zeitung erneut umbenannt und hieß kurz und knapp Volksblatt Berlin. Prägend über viele Jahre war der Chefredakteur Hans Höppner, der das Blatt nach einem Streit mit der SPD wegen alter Lizenzansprüche ab den 1960er Jahren wieder einer sozialliberalen Leserschaft öffnete. Das Spandauer Volksblatt ließ als erste Zeitung die Anführungszeichen beim Begriff „DDR“ weg und beschäftigte zeitweilig Autoren wie Günter Grass und Wolfgang Neuss. Viele bekannte deutsche Journalisten gingen aus dem kleinen Verlag in der Neuendorfer Straße hervor. Auch Anne Will, später Tagesthemen-Moderatorin und Talkmasterin, ist ehemalige Volksblatt-Mitarbeiterin. Hagmut Brockmann leitete viele Jahre die Kulturredaktion. Manfred Volkmar, ehemaliger stellvertretender Chefredakteur, übernahm später die Leitung der Berliner Journalisten-Schule. Hans Höppner starb 2006.
Anfang der 1970er Jahre gründete die Verlegerin auf Anregung des Anzeigenleiters Gerhard Dünnhaupt mit dem Spandauer Anzeiger eines der ersten und schnell sehr erfolgreichen kostenlosen Anzeigenblätter. Der Verlag lebte auch sehr stark vom Auftragsdruck in der verlagseigenen Rotationsdruckerei. Unter anderem wurde hier jahrelang jede Nacht die taz Berlin gedruckt. Außerdem war Ingrid Below-Lezinsky viele Jahre lang für die Durchführung sehr persönlich gestalteter Leserreisen bekannt. Trotz einer nennenswerten Ausdehnung des Spandauer Volksblattes auch in die anderen West-Berliner Bezirke bildete die Spandauer Leserschaft und der Lokalteil das wirtschaftliche Rückgrat der Zeitung.

## Große Veränderungen
Noch vor dem Fall der Berliner Mauer und kurz nach dem Tod von Joachim Below beteiligte die Familie Lezinsky – auch die jüngeren Söhne Olaf und Lars waren beteiligt – den Axel Springer Verlag am Erich Lezinsky Verlag mit zunächst 24,9 Prozent. Der Schritt war in West-Berlin umstritten, da Springer als konservativ galt, während das Spandauer Volksblatt eher eine linksliberale Ausrichtung hatte. Allerdings war die Familie der Ansicht, dass die Zeitung im Verbund der Springer-Presse eine größtmögliche Unabhängigkeit habe und kartellrechtlich keine Mehrheitsbeteiligung möglich sei. Somit wollte man auch den Verbleib der Familie in der Gesellschaft sichern, was beim Hereinnehmen eines anderen Zeitungskonzerns schwierig gewesen wäre. Tatsächlich jedoch wurde die Fusion 1990 durch das Bundeskartellamt rückwirkend untersagt, da Springer durch den Zusammenschluss die ohnehin schon zuvor bereits bestandene beherrschende Stellung „auf dem Lesermarkt für regionale Abonnement-Tageszeitungen und dem Anzeigenmarkt im westlichen Teil Berlins“ verstärkt hätte.
Nach dem Mauerfall 1989 wurde der Schritt gewagt, sich auf das benachbarte Havelland auszudehnen. Doch diese Ausdehnung scheiterte. Die Märkische Allgemeine Zeitung, aus der Märkischen Volksstimme hervorgegangen, blieb zunächst Marktführer. Daher zog sich das Volksblatt aus Brandenburg zurück, wo mit dem Havelland-Anzeiger zunächst ein sehr erfolgreiches Anzeigenblatt gestartet worden war, und konzentrierte sich wieder verstärkt auf den Spandauer Markt. Einher ging dies mit der Rückbenennung in Spandauer Volksblatt. Allerdings waren die wirtschaftlichen Probleme inzwischen so gewachsen, dass das tägliche Erscheinen am 29. Februar 1992 aufgegeben wurde.
Einige Redakteure wurden von anderen Berliner Zeitungen übernommen, die Berliner Morgenpost und die Berliner Zeitung errichteten eigene Redaktionen in Spandau und produzierten mehrere Jahre lang jeweils eine tägliche Spandau-Seite für die Leser dieses Bezirks. Die erste Ausgabe des Volksblattes als Wochenzeitung kam am 5. März 1992 auf dem Markt. Am 24. Juni 1992 wurde die Erscheinungsweise auf ein wöchentlich herausgegebenes und kostenloses Anzeigenblatt umgestellt. Genaugenommen wurde das Spandauer Volksblatt vollständig eingestellt, während die kostenlose wöchentliche Anzeigenzeitung Spandauer Anzeiger fortgeführt und lediglich der bekanntere Name der ehemaligen Tageszeitung auf das Anzeigenblatt übertragen wurde. Der Spandauer Anzeiger, wie auch die Vorgängertitel Spandauer Zeitung und Havelländische Zeitung leben in der Titelunterzeile fort.
Die Mehrheit am Erich-Lezinsky-Verlag übernahm, nachdem mit der Einstellung der täglichen Erscheinungsweise auch der Hinderungsgrund des Bundeskartellamtes weggefallen war, nunmehr der Axel Springer Verlag. Herausgeberin blieb aber bis zu ihrem Tode 2005 die Witwe Kurt Lezinskys, Ingrid Below-Lezinsky. Nachdem der Verlag jahrzehntelang gesellschaftsrechtlich der Familie Lezinsky gehört hatte, legte der Axel Springer Verlag die alten Lizenzstreitigkeiten aus den späten 1940er und frühen 1950er Jahren zwischen der Familie und der SPD mit einer Zahlung an die SPD-Beteiligungsfirma Konzentration GmbH bei. 2013 verkaufte der Axel Springer Verlag eine große Anzahl von Tageszeitungen und Anzeigenblättern (Wochenblätter) an die Funke Mediengruppe (ehemals: WAZ Gruppe). Seitdem gehört auch die Berliner Woche mit dem Spandauer Volksblatt zu diesem Essener Konzern.
Seit 1994 ist das Volksblatt nun eine Lokalausgabe des auflagenstärksten Berliner Anzeigenblattes Berliner Woche. Das Spandauer Volksblatt erscheint wöchentlich mit 108.220 Exemplaren flächendeckend in Spandau, erreicht lt. LA 2014 138.000 Leser wöchentlich (ca. 63 Prozent der Bevölkerung des Bezirks) und hat als einzige Lokalausgabe der Berliner Woche (Auflage: 1.532.000 Exemplare, PL 27 von 2014) eine eigene Lokalredaktion. Es gehört damit mit Abstand zu den stärksten kostenlosen deutschen Wochenblättern. Die Zustellung erfolgt über den BZV, die Zustellorganisation der Berliner Zeitungsverlage. Die Gebrüder Rainer und Olaf Lezinsky betreuen den Anzeigen- und Beilagenverkauf des Titels. Im stadtgeschichtlichen Archiv in der Zitadelle Spandau können die fast vollständigen Jahrgänge der Zeitung, teilweise auch des Spandauer Anzeigers eingesehen werden.